# Polyphysaceae
Polyphysaceae, porodica zelenih algi u redu Dasycladales. Ime je dobilča po rodu Polyphysa čija je tipična vrsta Polyphysa australis sinonim za Acetabularia peniculus.Unutar tri roda postoji 19 priznatih vrsta.

## Rodovi i broj vrsta
1. Acetabularia J.V.Lamouroux   12
2. Chalmasia Solms-Laubach   1
3. Parvocaulis S.Berger, U.Fettweiss, S.Gleissberg, L.B.Liddle, U.Richter, H.Sawitzky & G.C.Zuccarello 6